# Litoria moorei
Litoria moorei är en groddjursart som först beskrevs av Stephen J. Copland 1957.  Litoria moorei ingår i släktet Litoria och familjen lövgrodor. IUCN kategoriserar arten globalt som livskraftig. Inga underarter finns listade i Catalogue of Life.